# NK Jadran Vis
NK Jadran je hrvatski nogometni klub iz Visa.

## Povijest
Osnovan je 1932. godine. Klubom je prvi predsjedavao M. Vodanović. Klub se ugasio 1941. godine.